# بلدة ساغيناو تشارتر (ميشيغان)
ساغيناو تشارتر (بالإنجليزية: Saginaw Charter Township, Michigan)‏ هي بلدة تقع بولاية ميشيغان في الولايات المتحدة. تبلغ مساحتها 64.2 (كم²)، وترتفع عن سطح البحر 190 م، بلغ عدد سكانها 40840 نسمة في عام تعداد الولايات المتحدة 2010 حسب إحصاء مكتب تعداد الولايات المتحدة وتصل الكثافة السكانية فيها 640.1 نسمة/كم2.

## وصلات خارجية
- - The US50 - Cities and Towns in Michigan State
- Michigan Cities and Towns, Facts, Map, Flag, Colleges, Government, and More